# Antonio Poupin Gray
Antonio Poupin Gray (Valparaíso, 25 de noviembre de 1904-¿?) fue un periodista, empresario y político chileno, que se desempeñó como ministro del Trabajo durante el gobierno del presidente radical Pedro Aguirre Cerda entre 1938 y 1940.

## Familia y estudios
Nació en Valparaíso, el 25 de noviembre de 1904; hijo de Arturo Poupin Palma y Magdalena Gray. Realizó sus estudios en Santiago, en medicina y educación física. Fundó el Policlínico del Trabajador de Santiago, en 1923.
Se casó con Teresa Oissel Torrejón, con quien tuvo un hijo, Arsenio.

## Carrera política
Militó en el Partido Democrático, siendo director general de la colectividad en la provincia de Linares. El 24 de diciembre de 1938, fue nombrado por el presidente Pedro Aguirre Cerda como ministro del Trabajo; cargo que ejerció hasta el 12 de marzo de 1940. Hacia 1941 fue nombrado como comisionado general de Precios. En las elecciones parlamentarias de ese año fue candidato a senador, sin resultar elegido.
En 1950 fue miembro de «Movimiento de los Partidarios de la Paz de Chile», siendo parte del Comité Ejecutivo Nacional (CEN), como secretario de Propaganda. También fue miembro de la Sociedad Industrial de Arica, del Centro Hogar Democrático, de la Asociación de Impresores de Chile, socio del Club de Deportes Badminton; y fundador del Club Deportivo Playa Ancha y de la Asociación de Water Polo de Chile, Fue propietario de una imprenta y del diario Las Noticias Gráficas.
El 10 de noviembre de 1954 fue elegido presidente del Partido Democrático del Pueblo.